# Estūr (ort i Iran)
Estūr (persiska: استور, Arasţū, اَرَسطو) är en ort i Iran.   Den ligger i provinsen Teheran, i den norra delen av landet, 50 km väster om huvudstaden Teheran. Estūr ligger 1 169 meter över havet och antalet invånare är 971.
Terrängen runt Estūr är platt.Runt Estūr är det tätbefolkat, med 947 invånare per kvadratkilometer. Närmaste större samhälle är Karaj, 19,0 km nordost om Estūr. Trakten runt Estūr består till största delen av jordbruksmark.